# Luisenwahl

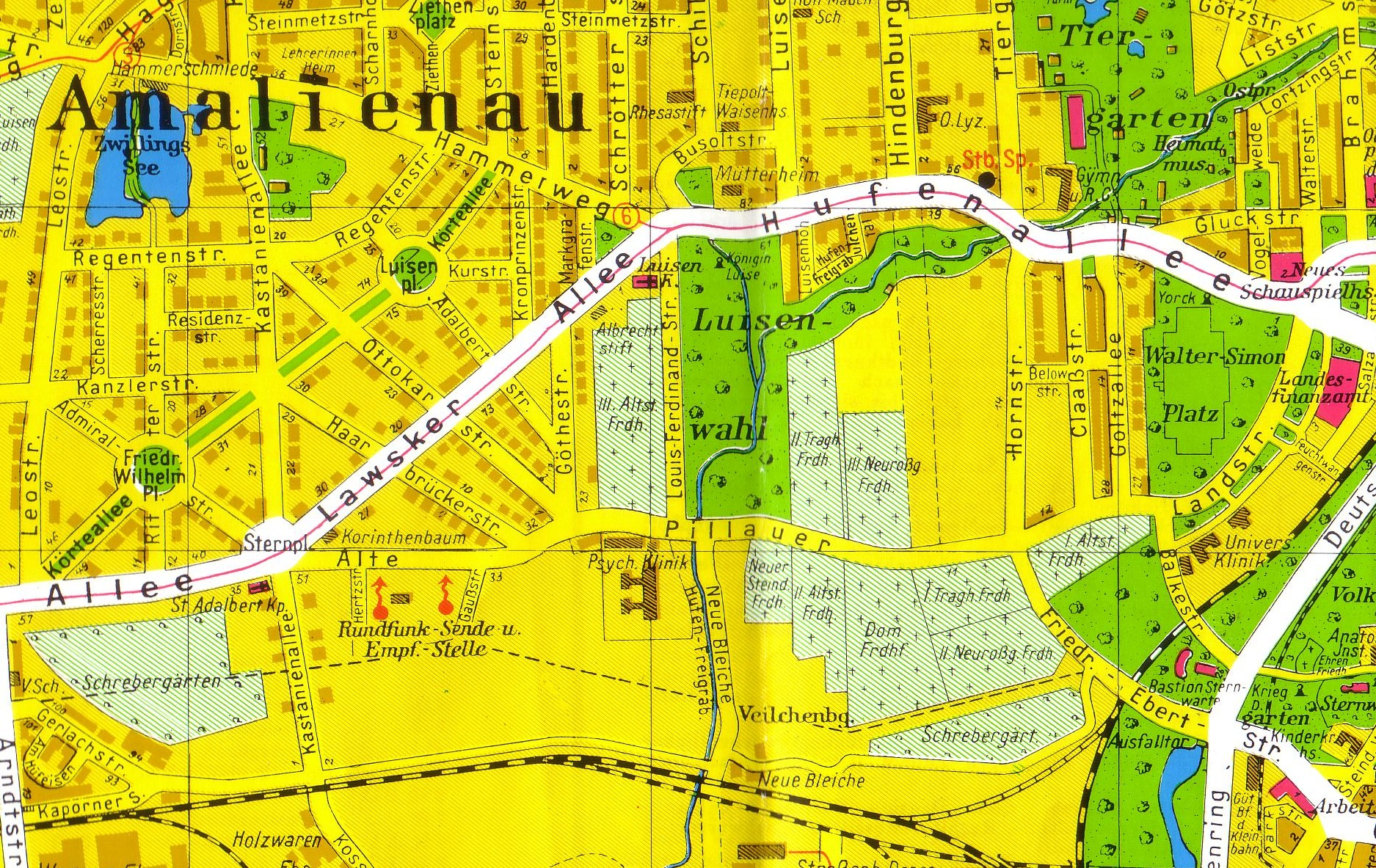
Park Luisenwahl auf einem Stadtplan von 1931

Luisenwahl war ein Königsberger Stadtpark im Stadtteil Hufen. Das darin befindliche Landhaus wurde nach Königin Luise Luisenhaus benannt.

## Geschichte
Theodor Gottlieb von Hippel d. Ä. erwarb 1786 das Gut Pojenters mit Landhaus und schönem Park, das sich damals noch außerhalb der Stadt befand. Aus einem von ihm mit Bohlen fahrbar gemachten Weg entwickelte sich später die Hufenallee. Nach seinem Tod erwarb 1796 der Kirchen- und Schulrat Christoph Wilhelm Busolt das Gut und nannte es zu Ehren seiner Gattin „Luisenwahl“. Das Landhaus stellte Busolt während der Besatzungszeit dem preußischen Königspaar als Sommersitz zur Verfügung. Dort beriet Friedrich Wilhelm III. mit dem Staatsminister Stein und den Obristen Gneisenau und Scharnhorst die Preußischen Reformen. Als Napoleon im Juni 1812, auf seinem Weg nach Russland, sich dort niederlassen wollte, schrieb sein Quartiermeister mit Kreide an die Tür: „Miserable chateau pour un roi“. Kaiser Wilhelm I. kaufte das Anwesen 1872 als Kindheitserinnerung an seine Mutter. An ihrem Lieblingsplatz, dem höchsten Punkt im Park, errichtete er 1874 das Luisendenkmal: eine im Bogen ausgeführte Bank mit seitlichen Podesten. Kaiser Wilhelm II. schenkte 1914 das Gelände der Stadt. Im Nordteil des Parks errichtete man zum 200-jährigen Krönungs-Jubiläum 1901 die Luisenkirche. Von den Königsbergern wurde der Park deshalb als sakrosankt empfunden. Als in den 1920er Jahren die stark belastete Hufenallee im Bereich von Luisenwahl erweitert werden sollte, erhob sich ein Sturm der Empörung. Um eine Baumgruppe von Weißbuchen des Parks nicht abholzen zu müssen, wurde die erweiterte Straße um sie herumgeführt. Die Straßeninsel mit den Bäumen ist noch heute erhalten. 54° 43′ 13,5″ N, 20° 28′ 41″ O Im heutigen Kaliningrad ist Luisenwahl Teil des Kulturparks Kalinin.

## Bilder vom Stadtpark

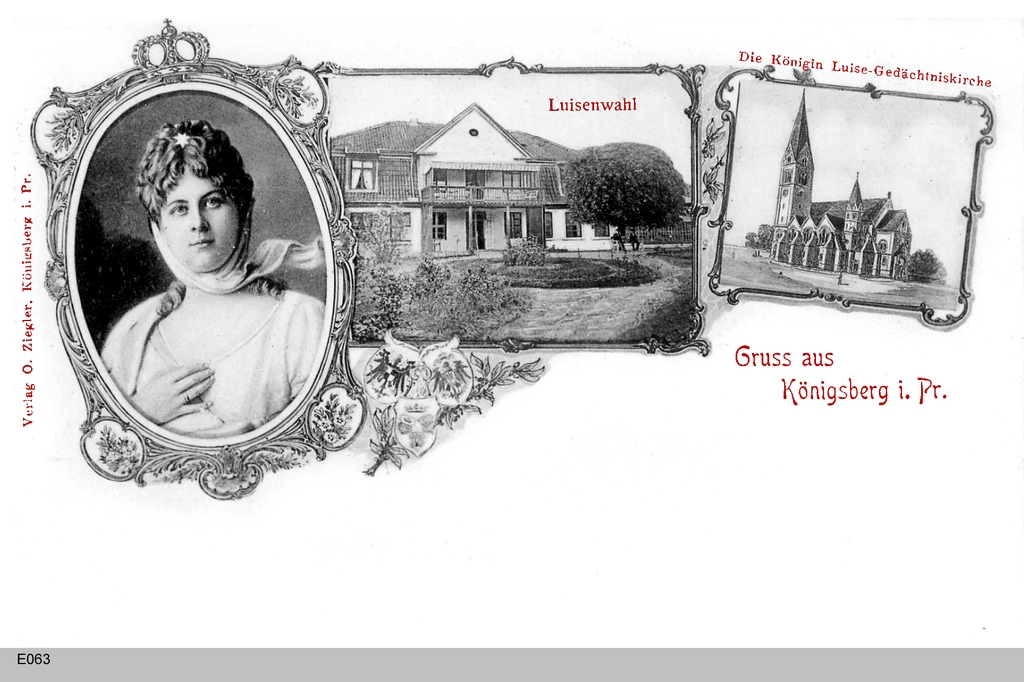
Luisenwahl
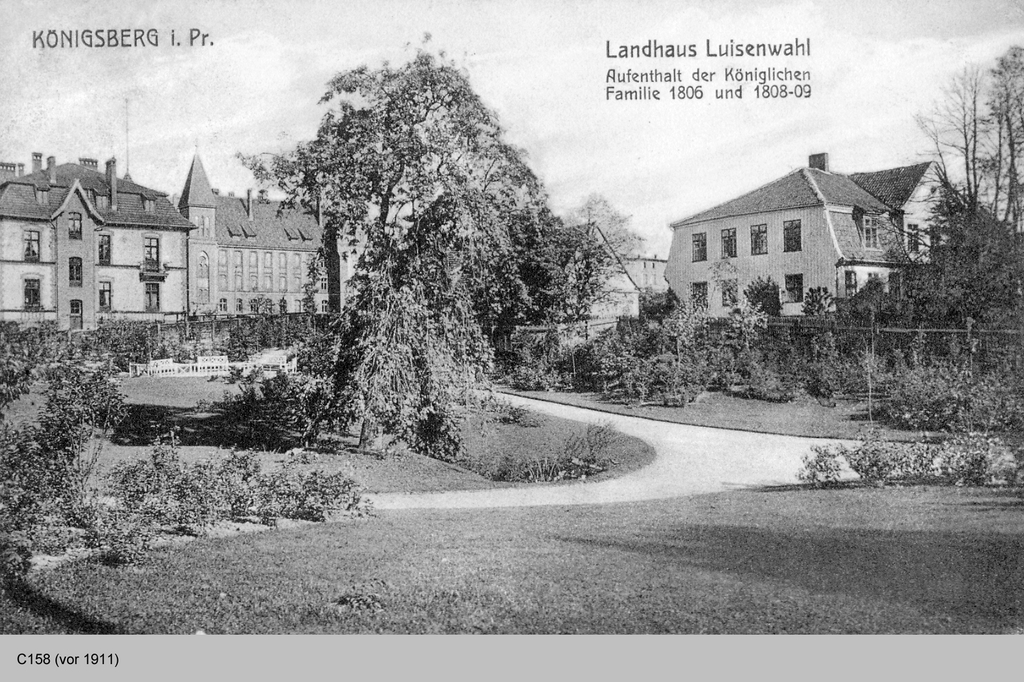
Luisenhaus
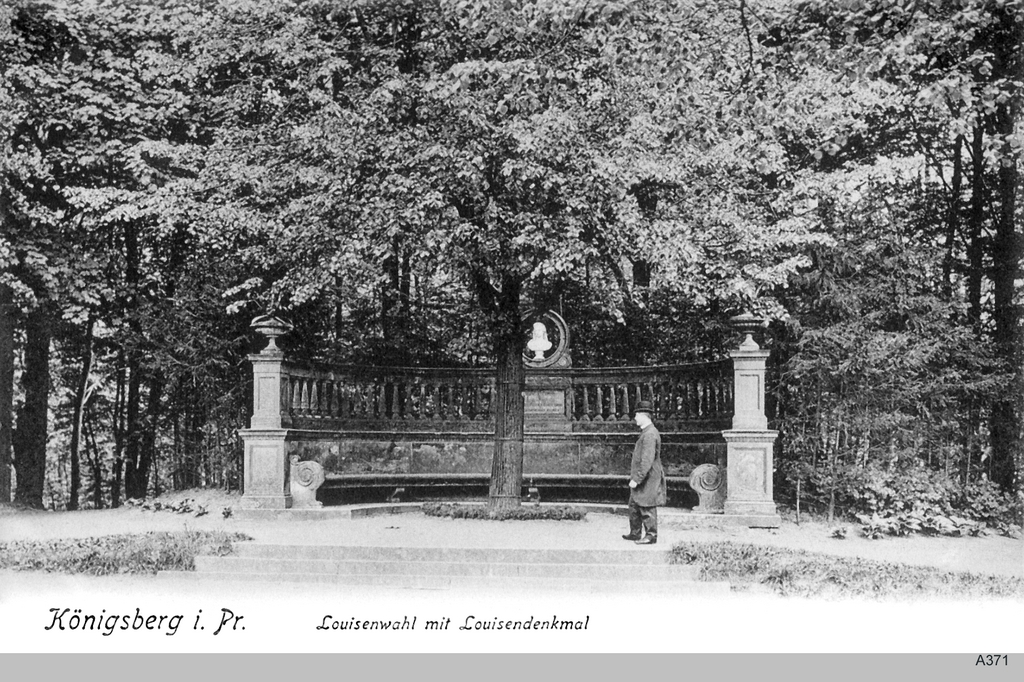
Luisendenkmal
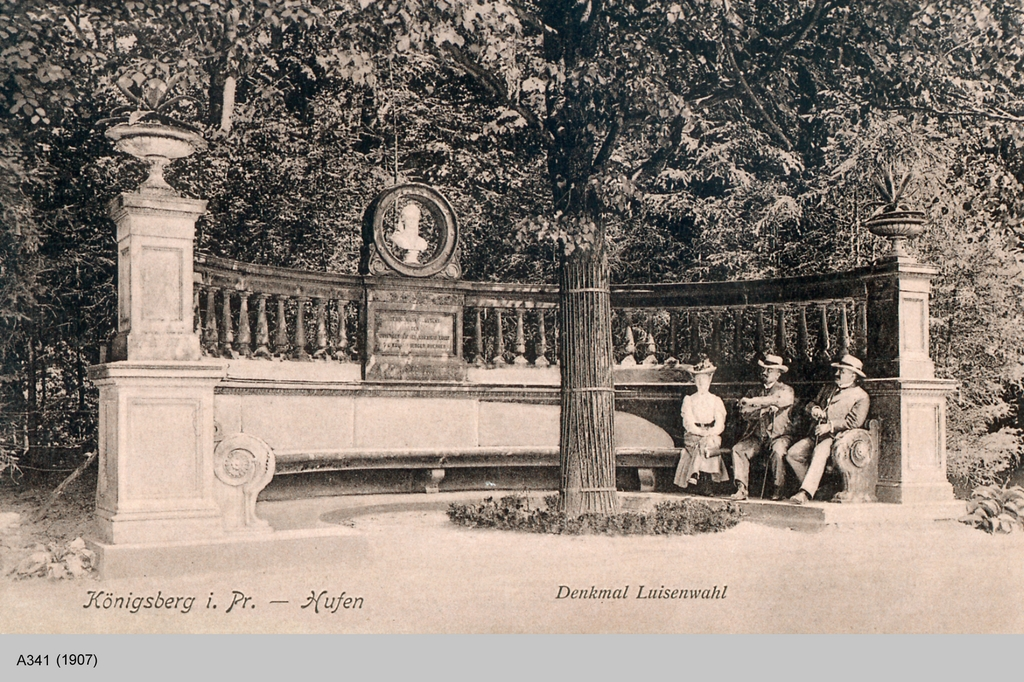
Luisendenkmal
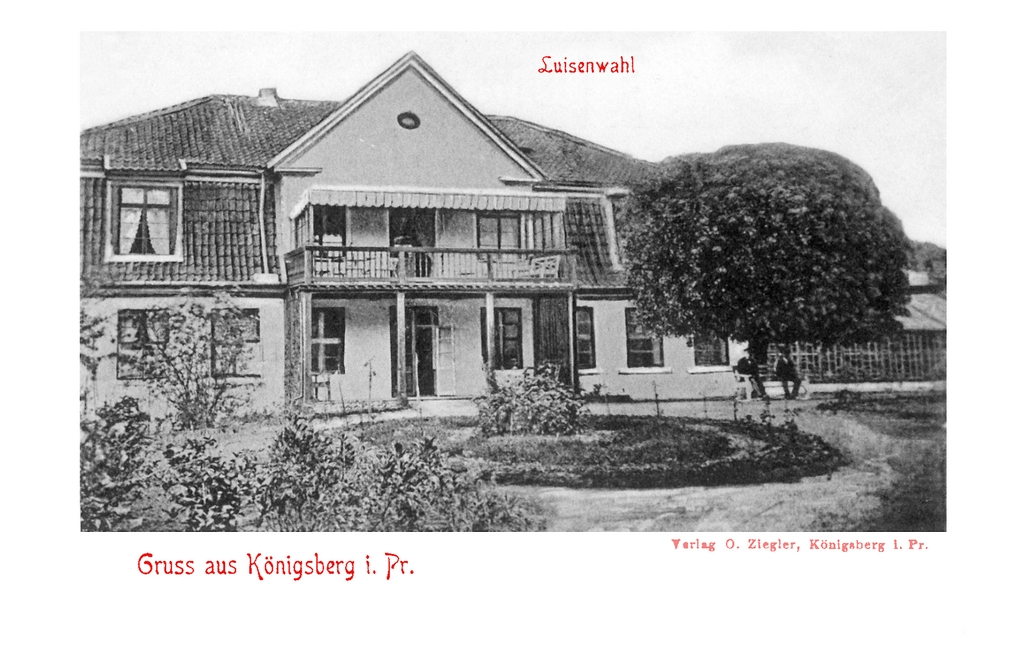
Luisenhaus
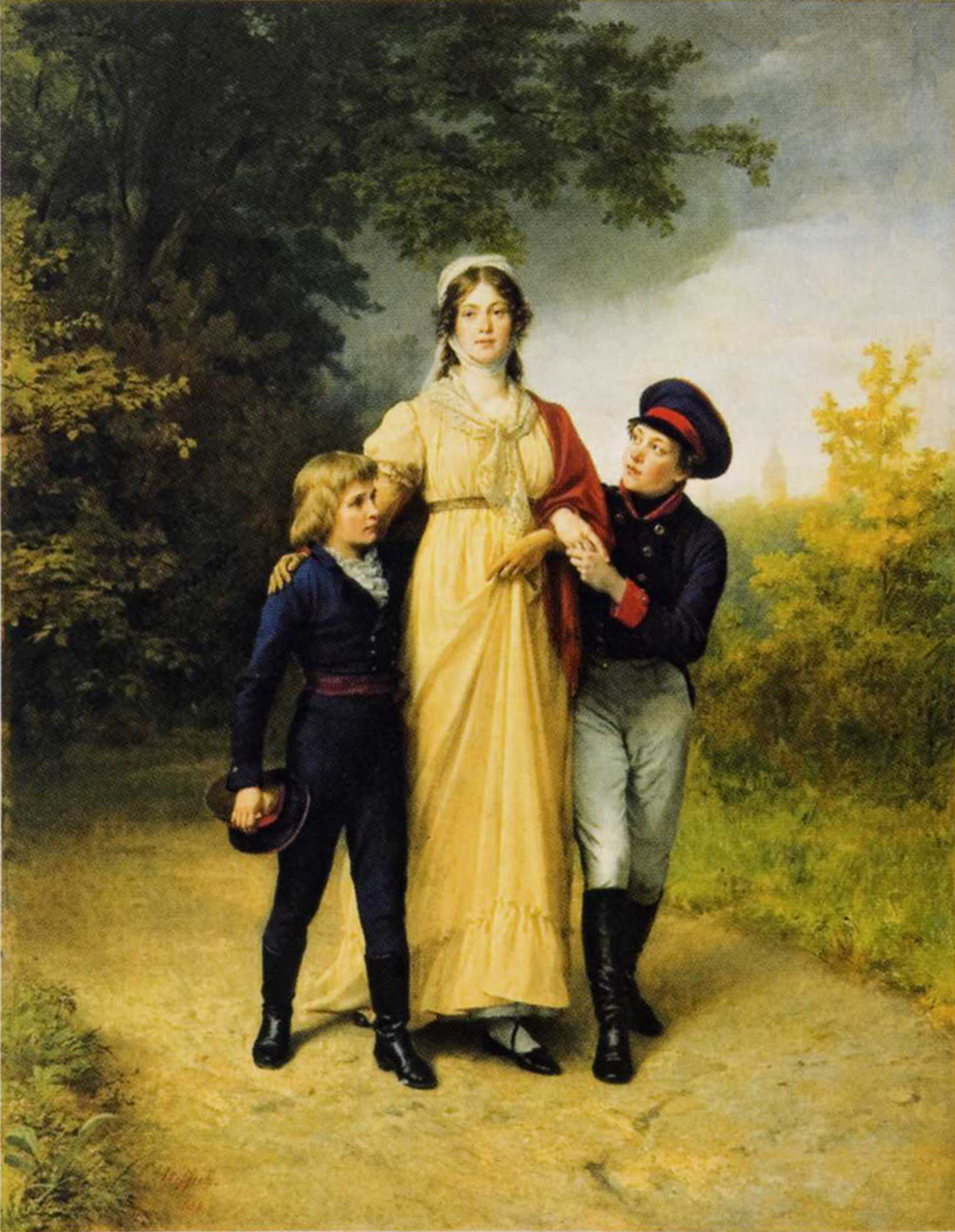
Königin Luise mit ihren beiden ältesten Söhnen Friedrich Wilhelm IV. und Kaiser Wilhelm I. im Park von Luisenwahl